# 와키타 신호장
와키타 신호장(일본어: 脇田信号場, わきたしんごうしょう)은 일본 사이타마현 가와고에시에 있는 신호장이다.
이곳에서 미나미오쓰카까지는 복선, 혼카와고에까지는 단선으로 운행한다. 

## 역사
- 1980년 3월 12일: 신호장으로 사용 개시.